# Корунд-М

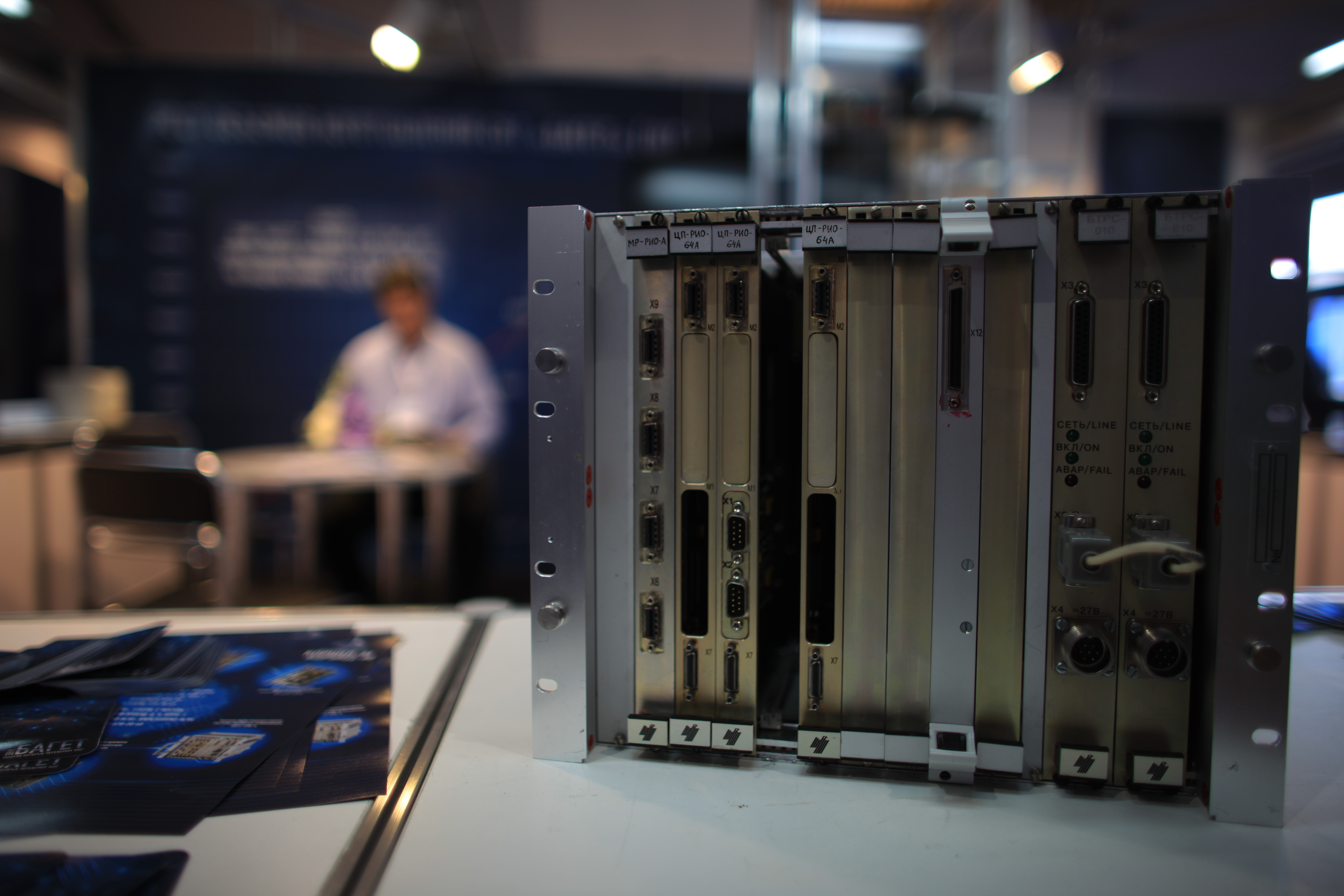
Модуль СВТ МР-РИО-А производства Корунд-М на авиасалоне МАКС-2013

АО КБ «КОРУНД-М» — российское предприятие, основанное в 1994 году как автономная некоммерческая организация в системе Российской академии наук, специализирующееся на сборке различных электронных модулей для жёстких условий эксплуатации, проектировании и изготовлении сложных, высоконадёжных электронных устройств и узлов вычислительных машин.
КБ тесно связано с НПЦ «Сапсан» (основан в 1988 году) и КБ «Навис».

## Продукция
- ЭВМ серии «Багет», как на базе архитектуры фирмы Intel (80386EX/80486EX), так и на базе архитектуры MIPS (KOMDIV-32, аналоги R3000, R4000), работающие под управлением ОС реального времени ос2000 и ос3000).
- математические акселераторы на базе сигнального процессора Motorola DSP96002
- многопроцессорные системы.
- БЦВМ серий Ц400, Ц600

## Корпоративный конфликт вокруг предприятия
В ноябре 2019 года владелец 50 % акций производителя вычислительной техники компании «КОРУНД-М» Владимир Бетелин попросил ГК «Ростех» войти в капитал его бизнеса из-за, по его словам, «попыток рейдерского захвата». В 2018 года он начал судиться с вдовой Александра Ставицкого, оспаривая передачу тому в 2011 году судебным решением остальных 50 % акций компании «КОРУНД-М». В январе 2019 года одна из компаний «Альфа-Групп» выкупила долю у вдовы Ставицкого, а в марте Бетелин выиграл суд в апелляции (ранее проиграв в декабре 2018 года). Кассация в июле 2019 года отменила постановление апелляционного суда.
По мнению ряда сетевых СМИ, конфликт совладельцев конструкторского бюро «КОРУНД-М» может нанести ущерб государственной безопасности России. А1 через суд требует у Владимира Бетелина документы оперативного управления компанией и секретные разработки отечественных вооружений. При этом известно, что компания А1 аффилирована с зарубежными юридическими лицами, а КБ «КОРУНД-М» — это один из двух крупнейших российских производителей вычислительных приборов для оборонного комплекса. Среди проектов и продукции предприятия — программно-аппаратные комплексы «Багет», поставляемые для многих средств и систем вооружения, проект создания научно-образовательного центра в области «разработки и создания программно-аппаратных защищенных модулей, систем и технологий».